# 尚蒂亚克
尚蒂亚克（法語：Chantillac，法語發音：[ʃɑ̃tijak]）是法国夏朗德省的一个市镇，属于干邑区。

## 地理
尚蒂亚克（45°19'21"N, 0°15'20"W）面积18.05 平方千米，位于法国新阿基坦大区夏朗德省，该省份为法国西部内陆省份，北起德塞夫勒省和维埃纳省，东临上维埃纳省，东南至多尔多涅省，南至多爾多涅省，西接滨海夏朗德省。
与尚蒂亚克接壤的市镇（或旧市镇、城区）包括：拜涅-圣拉德贡德、布朗、沙特内、舍旺索、梅里尼亚克、梅萨克、勒潘、旺扎克。

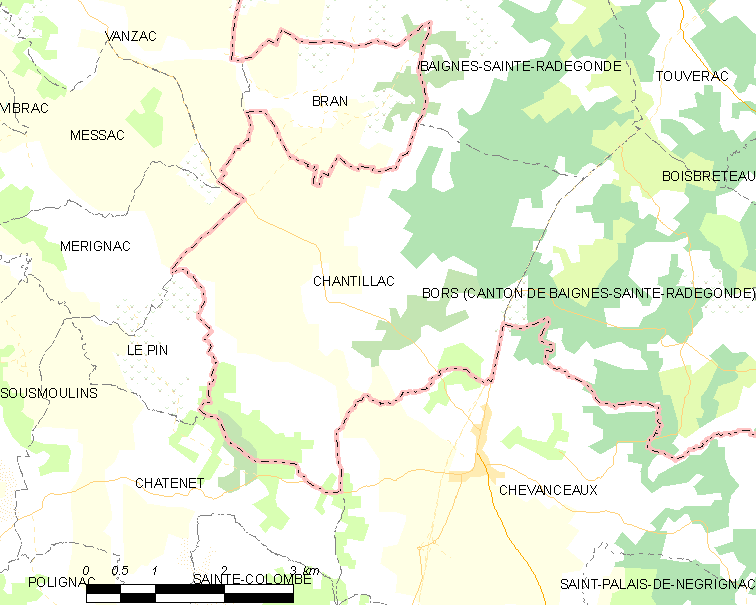
尚蒂亚克的OSM定位图

尚蒂亚克的时区为UTC+01:00、UTC+02:00（夏令时）。

## 行政
尚蒂亚克的邮政编码为16360，INSEE市镇编码为16079。

## 政治
尚蒂亚克所属的省级选区为夏朗德南县。

## 人口

1962-2008年间尚蒂亚克人口变化图示

尚蒂亚克于2022年1月1日时的人口数量为372人。